# Júda (keresztnév)
A Júda héber eredetű férfinév, jelentése bizonytalan, talán: Jahve vezet vagy bizonyságtevő, hitvalló.

## Gyakorisága
Az 1990-es években szórványos név, a 2000-es években nem szerepel a 100 leggyakoribb férfinév között.

## Névnapok
ajánlott névnap:
- szeptember 1.[2]